# Сваловичи
Сваловичи (укр. Сваловичі) — село в Любешовской поселковой общине Камень-Каширского района Волынской области Украины.
До 2020 года входило в Любешовский район.
Код КОАТУУ — 0723187602. Население по переписи 2001 года составляет 62 человека. Почтовый индекс — 44234. Телефонный код — 3362. Занимает площадь 0,23 км².
Про село снята передача программы «Настоящее время»: https://www.youtube.com/watch?v=APBtp3yuQdg
Самое старое село района.